# Jonathan Wahl
Jonathan Michael Wahl (* 29. Januar 1945 in Washington, D.C.) ist ein US-amerikanischer Mathematiker, der sich mit Algebraischer Geometrie befasst.
Wahl studierte an der Yale University mit dem Bachelor- und Master-Abschluss 1965 und wurde 1971 bei David Mumford an der Harvard University promoviert (Deformations of branched coverings and equisingularity). 1970 bis 1972 war er Instructor an der University of California, Berkeley und 1972/73 am Institute for Advanced Study und nochmals 1979. 1973 wurde er Assistant Professor und 1981 Professor für Mathematik an der University of North Carolina in Chapel Hill. 
Er befasst sich mit algebraischen Kurven und Flächen und Topologie und Geometrie von Flächensingularitäten.
Er ist Herausgeber des Duke Mathematical Journal und Fellow der American Mathematical Society. 

## Schriften
- Deformations of plane curves with nodes and cusps, Am. J. Math., Band 96, 1974, S. 529–577
- mit David Burns: Local contributions to global deformations, Inventiones Mathematicae, Band 26, 1974, S. 67–88
- Vanishing theorems for resolution of surface singularities, Inv. Math., Band 31, 1975, S. 17–41
- Equisingular deformations of moving surface singularities, Teil 1, Annals of Mathematics, Band 104, 1976, S. 325–356
- Equations defining rational singularities, Ann. Sci. ENS, Band 10, 1977, S. 231–264
- Simultaneous resolution of rational singularities, Compositio Math., Band 38, 1979, S. 43–54
- The Jacobean algebra of a graded Gorenstein singularity, Duke Math. J., Band 55, 1987, S. 843–871
- Miyaoka-Yau inequality for normal surfaces and local analogues, Contemp. Math. Band 162, 1994, S. 381–402.
- Topology, geometry, and equations of normal surface singularities,  in: Singularities and Computer Algebra, London Math. Society Lecture Note Series 324, Cambridge University Press 2006, Arxiv
- mit Walter David Neumann: Universal abelian covers of surface singularities, in: A. Libgober, M. Tibar (Hrsg.), Trends on Singularities, Birkhäuser 2002, S. 181–190, Arxiv